# 隆派恩山恶魔
隆派恩山恶魔（英语：Lone Pine Mountain Devil），又名加州山魔鬼（英语：California Mountain Devil），是一种出没于美国西南部与墨西哥北部偏远地区的神秘生物。在印第安人的神话传说中，隆派恩山恶魔作为一个守护者的形象流传，它只会攻击那些侵犯领地以及破坏自然的生物。而在早期殖民者的记录中，隆派恩山恶魔是个极具攻击性的野兽，它袭击并杀死了许多迁往此处的定居者、旅客以及矿工。在步入20世纪后，隆派恩山恶魔的目击报告大幅降低，直至2003年目击记录才有所增加，隆派恩山恶魔的故事亦开始于互联网传播。
在目击者的描述中，隆派恩山恶魔类似长有翅膀的双足食肉恐龙。一些研究者据此认为隆派恩山恶魔可能是幸存的有翼兽脚亚目恐龙。但反对者认为从古生物学角度分析，没有任何确切的化石证据表明在白垩纪－第三纪灭绝事件之后仍有恐龙生存，隆派恩山恶魔只是民间传说与目击错误的融合。